# 馬仲英
馬 仲英（ば ちゅうえい、1910年 - 1937年）は中華民国の軍人。馬麟の甥で、馬家軍の有力頭領である。旧名は歩英。字は子才。回族出身。生没年不詳。 

## 人物・生涯
青海軍事学校に入学する。1925年（民国14年）、寧海軍騎兵第11営の幇帯となった。1928年（民国17年）、馮玉祥に反旗を翻した。しかし国民軍の劉郁芬に敗北して、河西に逃れた。
1929年（民国18年）、蔣介石から討逆軍第15路軍第2路縦隊司令に任命され、反蔣軍と戦う。1930年（民国19年）、山東省に赴いて馬鴻逵の参議となった。同年中に寧夏省に引き返し、引き続き馬鴻逵の下で教導大隊長をつとめている。
1931年（民国20年）、馬仲英は河西行政委員会を組織し、さらに甘州4県と粛州7県を河西省として、同省政府主席を自称する挙に出る。しかし同年4月に、青海省の馬歩芳の攻撃を受け、酒泉へ逃れた。同年中に、今度は新疆省へ軍を率いて進入し、同省政府主席金樹仁と交戦した。しかし、クムル（哈密）を攻略できず、河西へ退却した。
1932年（民国21年）、馬仲英は、蔣介石により国民革命軍新編第36師師長に任命された。翌1933年（民国22年）5月、またしても新疆へ進攻し、同省政府主席盛世才と交戦した。馬は、トルファンなど13の県城を占領し、9月には、新疆省政府委員にも任命されている。しかし、1934年（民国23年）、盛の反撃に敗北してしまう。馬は退却途中に、東トルキスタン共和国（第1次）とホータンのイスラム教政権を攻め滅ぼしている。同年7月、馬仲英は、部隊の200人とともに、ソビエト連邦へ向かい、空軍に加入した。
1937年（民国26年）、暗殺されて死亡。

### 逸話
新疆での馬仲英の戦いには、スヴェン・ヘディンも巻き込まれ、彼自身は馬に面会したことがないが、この件に関する詳細な記録を残している。この記録の日本語訳に、小野忍訳『馬仲英の逃亡』（初版；改造社、1938年。新版：中公文庫、2002年）がある。